# Чемпионат мира по хоккею с мячом 1981
12−й чемпионат мира по хоккею с мячом прошел в городе Хабаровске (СССР) с 7 по 15 февраля 1981 года. В турнире участвовали четыре национальные сборные: СССР, Швеции, Финляндии и Норвегии. Чемпионат мира впервые состоялось в Азии.
Команды соревновались в двухкруговом турнире. В последний раз была использована система розыгрыша без финального матча.
Чемпионом мира впервые стала сборная Швеции, прервавшая 24-летнее чемпионство сборной СССР, занявшей на этот раз второе место при одинаковом количестве очков с победителем, уступив по худшей разнице мячей в личных встречах. Лучшим бомбардиром первенства стал Сергей Ломанов (СССР) — 13 мячей.

## Результаты игр

### 1 тур
| 7 февраля     | \| СССР \| 1:6 (0:5) \| Швеция \| \| Эйхвальд, 76′ \| Голы \| Мат. Карлссон, 17′ (своб.) 38′ (с углового) Рамстрём, 26′ Арвидссон, 28′ Тогнер, 31′ (своб.) Х. Карлссон, 48′ \| | Центральный стадион им. В.И. Ленина, Хабаровск Зрителей: 35 000 Судьи: Трювер, Холе (оба – Норвегия)          |
| СССР          | 1:6 (0:5) | Швеция |
| Эйхвальд, 76′ | Голы | Мат. Карлссон, 17′ (своб.) 38′ (с углового) Рамстрём, 26′ Арвидссон, 28′ Тогнер, 31′ (своб.) Х. Карлссон, 48′ |

| 7 февраля | \| Финляндия \| 6:1 (2:0) \| Норвегия \| | Центральный стадион им. В.И. Ленина, Хабаровск Зрителей: 14 500 Судьи: Бергквист, Бюстрём (оба – Швеция) |
| Финляндия | 6:1 (2:0)                                | Норвегия                                                                                                 |

### 2 тур
| 8 февраля | \| СССР \| 14:0 (4:0) \| Норвегия \| \| С.И. Ломанов, 15′ 53′ 55′ 56′ 69′ Ануфриенко, 17′ 66′ Эйхвальд, 22′ Бочков, 32′ Лобачёв, 62′ Цыганов, 74′ 82′ Паздников, 78′ 79′ \| Голы \| \| | Центральный стадион им. В.И. Ленина, Хабаровск Зрителей: 20 000 Судьи: Бергквист, Бюстрём (оба – Швеция) |
| СССР | 14:0 (4:0) | Норвегия                                                                                                 |
| С.И. Ломанов, 15′ 53′ 55′ 56′ 69′ Ануфриенко, 17′ 66′ Эйхвальд, 22′ Бочков, 32′ Лобачёв, 62′ Цыганов, 74′ 82′ Паздников, 78′ 79′ | Голы | |

Примечание:  Сергей Ломанов (СССР) не реализовал пенальти (62′, вратарь).
| 8 февраля | \| Швеция \| 3:0 (1:0) \| Финляндия \| | Центральный стадион им. В.И. Ленина, Хабаровск Зрителей: 20 000 Судьи: Глебов, В. Кузнецов (оба – СССР) |
| Швеция    | 3:0 (1:0)                              | Финляндия                                                                                               |

### 3 тур
| 10 февраля | \| Норвегия \| 0:8 (0:3) \| Швеция \| | Центральный стадион им. В.И. Ленина, Хабаровск Зрителей: 12 000 Судьи: Глебов, Кузнецов (оба – СССР) |
| Норвегия   | 0:8 (0:3)                             | Швеция                                                                                               |

| 10 февраля                                                                                | \| СССР \| 8:0 (4:0) \| Финляндия \| \| Савлук, 8′ С.И.Ломанов, 19′ 53′ 75′ (пен.) Бочков, 32′ 57′ Ануфриенко, 34′ А. Першин, 83′ \| Голы \| \| | Центральный стадион им. В.И. Ленина, Хабаровск Зрителей: 25 000 Судьи: Холе, Трювер (оба – Норвегия) |
| СССР                                                                                      | 8:0 (4:0) | Финляндия                                                                                            |
| Савлук, 8′ С.И.Ломанов, 19′ 53′ 75′ (пен.) Бочков, 32′ 57′ Ануфриенко, 34′ А. Першин, 83′ | Голы | |

Примечание:  Тимо Серениус (Финляндия) не реализовал пенальти (15′, мимо).

### 4 тур
| 12 февраля | \| Норвегия \| 1:5 (1:3) \| Финляндия \| | Центральный стадион им. В.И. Ленина, Хабаровск Зрителей: 9 000 Судьи: Глебов, Кузнецов (оба – СССР) |
| Норвегия   | 1:5 (1:3)                                | Финляндия                                                                                           |

| 12 февраля                                       | \| СССР \| 3:1 (1:0) \| Швеция \| \| С.И. Ломанов, 11′ 49′ (пен.) Бочков, 80′ (своб.) \| Голы \| С. Карлссон, 88′ (своб.) \| | Центральный стадион им. В.И. Ленина, Хабаровск Зрителей: 30 000 Судьи: Т. Руутту, Хельгрен (оба – Финляндия) |
| СССР                                             | 3:1 (1:0) | Швеция |
| С.И. Ломанов, 11′ 49′ (пен.) Бочков, 80′ (своб.) | Голы | С. Карлссон, 88′ (своб.)                                                                                     |

### 5 тур
| 14 февраля                                                                            | \| СССР \| 7:0 (3:0) \| Норвегия \| \| С.И. Ломанов, 1′ 44′ 47′ (с углового) Плавунов, 22′ Эйхвальд, 47′ 60′ Ануфриенко, 82′ \| Голы \| \| | Центральный стадион им. В.И. Ленина, Хабаровск Зрителей: 8 000 Судьи: Бергквист, Бюстрём (оба – Швеция) |
| СССР                                                                                  | 7:0 (3:0) | Норвегия                                                                                                |
| С.И. Ломанов, 1′ 44′ 47′ (с углового) Плавунов, 22′ Эйхвальд, 47′ 60′ Ануфриенко, 82′ | Голы | |

Примечание:  Даг-Видар Кристофферсен (Норвегия) не реализовал пенальти (74′, вратарь).
| 14 февраля | \| Финляндия \| 2:5 (1:3) \| Швеция \| | Центральный стадион им. В.И. Ленина, Хабаровск Зрителей:15 000 Судьи: Трювер, Холе (оба – Норвегия) |
| Финляндия  | 2:5 (1:3)                              | Швеция                                                                                              |

### 6 тур
| 15 февраля | \| Швеция \| 12:1 (6:0) \| Норвегия \| | Центральный стадион им. В.И. Ленина, Хабаровск Зрителей: 8 000 Судьи: Хельгрен, Т. Руутту (оба – Финляндия) |
| Швеция     | 12:1 (6:0)                             | Норвегия |

| 15 февраля                                 | \| СССР \| 5:1 (1:0) \| Финляндия \| \| Великанов, 24′ 68′ Эйхвальд, 69′ 84′ 90+4′ \| Голы \| Сегерман, 76′ \| | Центральный стадион им. В.И. Ленина, Хабаровск Зрителей: 25 000 Судьи: Бергквист, Бюстрём (оба – Швеция) |
| СССР                                       | 5:1 (1:0) | Финляндия                                                                                                |
| Великанов, 24′ 68′ Эйхвальд, 69′ 84′ 90+4′ | Голы | Сегерман, 76′                                                                                            |

## Итоги

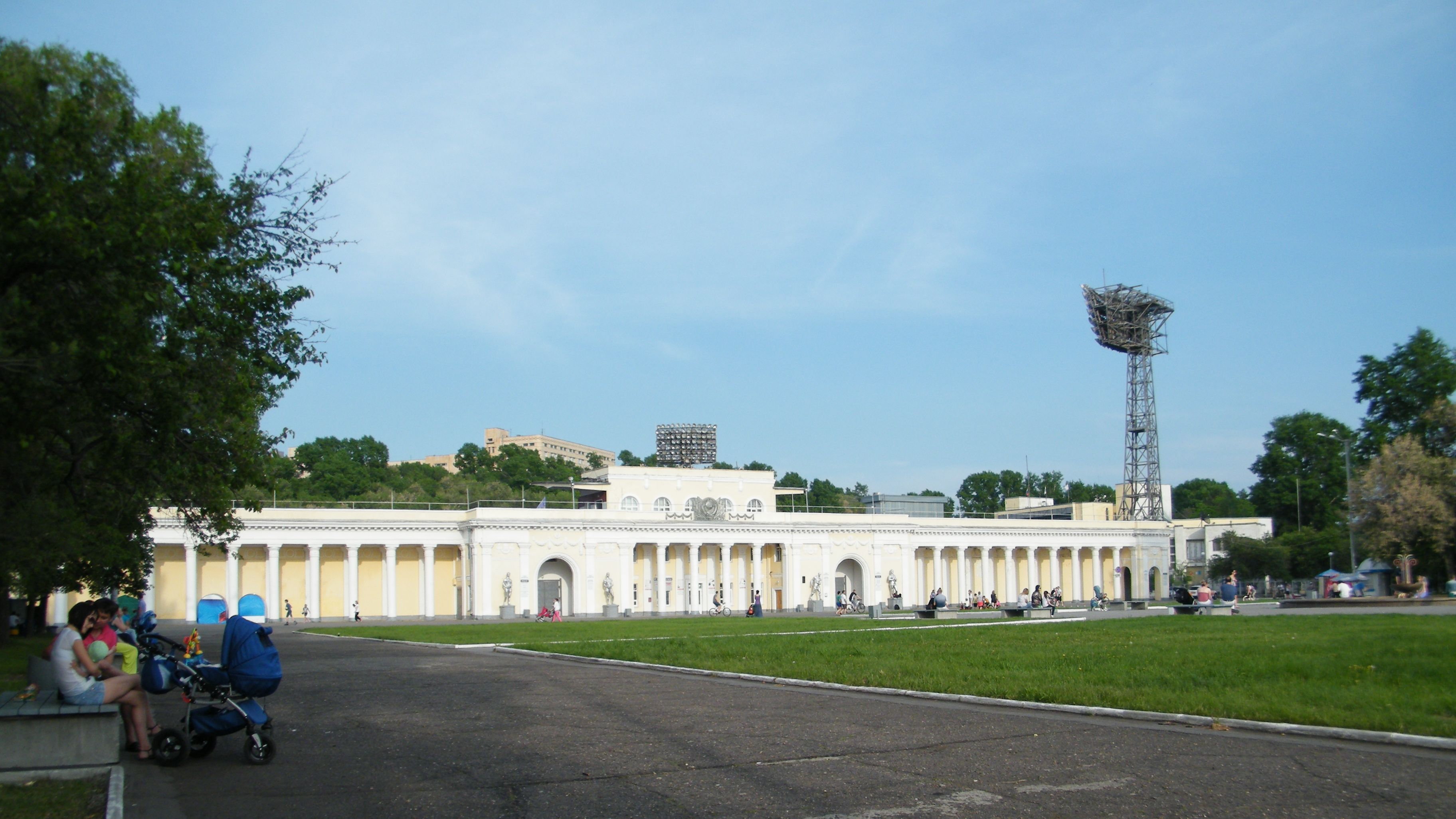
Стадион имени Ленина, центральная арена, где проходили матчи.

Здание южной трибуны, построено специально к Чемпионату мира.

| Место | Команда   | И | В | Н | П | М       | О  |
| ----- | --------- | - | - | - | - | ------- | -- |
| 1     | Швеция    | 6 | 5 | 0 | 1 | 35 — 7  | 10 |
| 2     | СССР      | 6 | 5 | 0 | 1 | 38 — 8  | 10 |
| 3     | Финляндия | 6 | 2 | 0 | 4 | 14 — 23 | 4  |
| 4     | Норвегия  | 6 | 0 | 0 | 6 | 3 — 52  | 0  |

## Лучшие игроки
По результатам турнира были названы лучшие игроки по позициям:
- Лучший вратарь — Пер-Торгейр Воге (Норвегия)
- Лучший защитник — Матс Карлссон (Швеция)
- Лучший полузащитник — Хокан Карлссон (Швеция)
- Лучший нападающий — Сергей Ломанов (СССР)

## Состав сборной Швеции
- Вратари: Томас Франссон, Йорген Юханссон;
- Защитники: Матс Карлссон, Ларс-Уве Шёдин, Бенгт Карлссон, Стефан Карлссон;
- Полузащитники: Хокан Карлссон, Сёрен Бустрём (капитан), Пер Тугнер, Кристер Челльквист, Андерс Сёдерхольм, Ян-Эрик Калльберг, Ларс Онгстрём;
- Нападающие: Бенгт Рамстрём, Ула Юханссон, Микаэль Арвидссон, Кент Бьёрк.
- Тренер: Хокан Сундин.